# Peperomia mocoana
Peperomia mocoana är en pepparväxtart som beskrevs av Truman George Yuncker. Peperomia mocoana ingår i släktet peperomior, och familjen pepparväxter. Inga underarter finns listade i Catalogue of Life.